# Пьотър Гресер
Пьотър Аполонович Гресер (на руски: Пётр Аполлонович Грессер) е руски офицер, генерал-лейтенант.

## Биография
Пьотър Гресер е роден през 1833 г. в Русия в семейството на потомствен дворянин. Ориентира се към военна кариера. Завършва I кадетски корпус (1850). Чиновник при Киевския генерал-губернатор (1864 – 1867). Известно време служи в Кавказ. През 1871 г. е назначен за губернатор на Волинска губерния.
През 1878 г. е преведен на служба във Временното руско управление, управляващ вътрешните дела в България. На 20 декември 1878 г. е обявен сред първите почетни граждани на София заедно с Вито Позитано и Луи Леже.
През 1880 г. е назначен за губернатор на Харковска губерния, а през 1883 г. – за градоначалник на Санкт Петербург. На 1 март 1887 г. успява да предотврати атентат срещу император Александър III. Сред 5-те арестувани атентатори е братът на В. И. Ленин – Александър Илич Улянов.
Удостоен е с титлата „Почетен гражданин на София“ с решение на Софийския градски съвет No 42 от 6 юли 1879 г. 